# Sphaerechinorhynchus rotundocapitatus
Sphaerechinorhynchus rotundocapitatus är en hakmaskart som först beskrevs av Johnston 1929.  Sphaerechinorhynchus rotundocapitatus ingår i släktet Sphaerechinorhynchus och familjen Plagiorhynchidae. Inga underarter finns listade i Catalogue of Life.